# ويليام هوبكينسون كوكس
ويليام هوبكينسون كوكس هو سياسي أمريكي، ولد في 22 أكتوبر 1856 في مايسفيل في الولايات المتحدة، وتوفي في 13 أكتوبر 1950 في مقاطعة ماسون في الولايات المتحدة. نشط حزبياً في الحزب الجمهوري. وقد انتخب نائب حاكم كنتاكي ‏.